# Firo Koira
Firo Koira (auch: Filokédé, Firaoukwara, Firokoira, Firokoiré, Firowkoiré) ist ein Dorf in der Landgemeinde Kokorou in Niger.

## Geographie

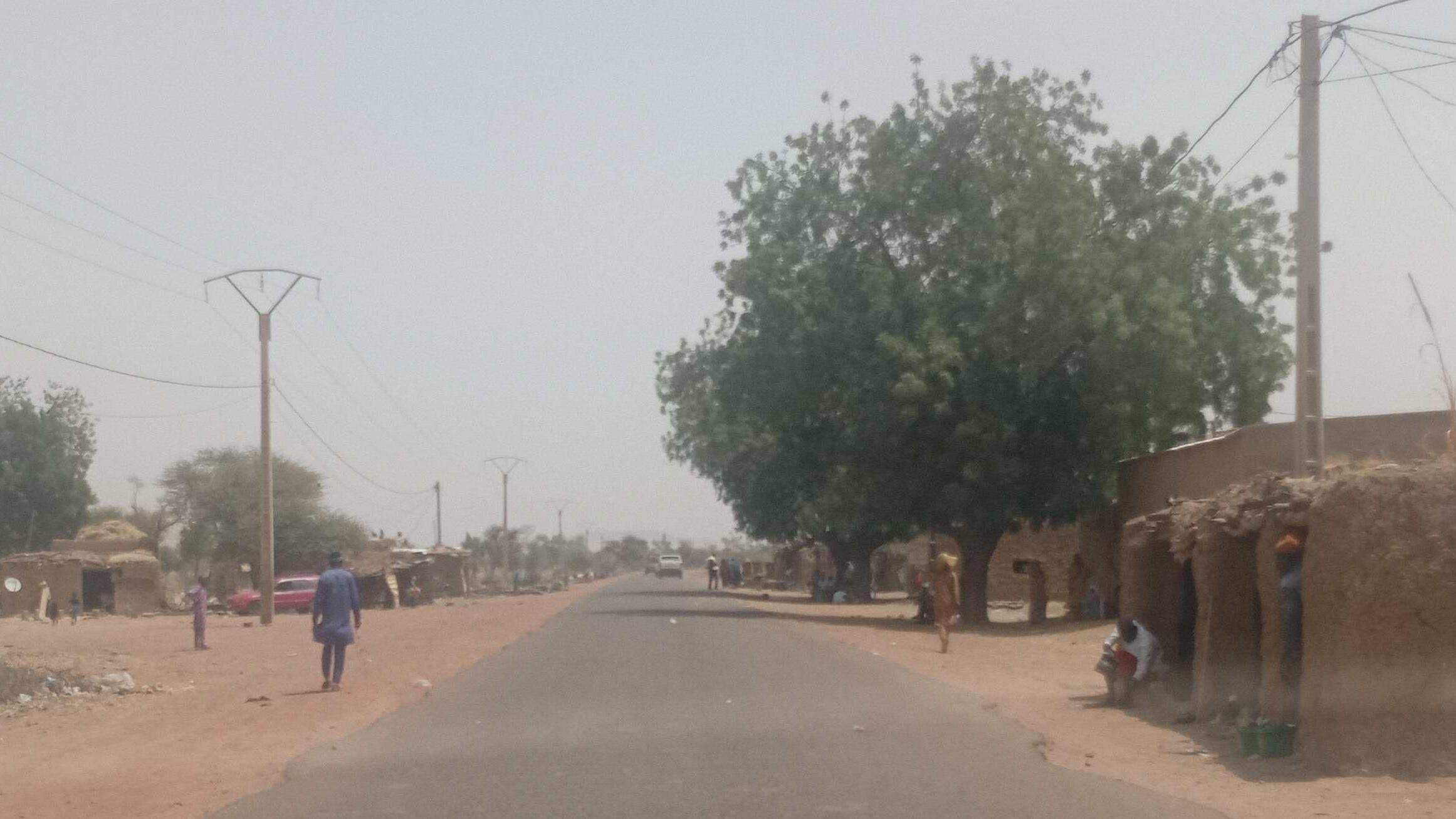
Nationalstraße 4 in Firo Koira (2025)

Das von einem traditionellen Ortsvorsteher (chef traditionnel) geleitete Dorf befindet sich rund 27 Kilometer südlich des Hauptorts Kokorou der gleichnamigen Landgemeinde, die zum Departement Téra in der Region Tillabéri gehört. Zu den Siedlungen in der näheren Umgebung von Firo Koira zählen Komabangou im Nordosten, Boura im Südosten und Gounday im Westen.
Firo Koira ist Teil der Übergangszone zwischen Sahel und Sudan. Die durchschnittliche jährliche Niederschlagsmenge beträgt hier zwischen 400 und 500 mm. Beim Dorf erstreckt sich ein zeitweise ausgetrockneter Teich, die Mare de Firo Koira.

## Geschichte
In den Jahren 1962 und 1963 kam es zwischen Songhai aus Firo Koira und Iklan zu offen ausgetragenen Konflikten um Ackerflächen.
Eine bewaffnete Gruppe griff am 6. Mai 2022 bei Firo Koira mehrere Fahrzeuge an, darunter eines der Nichtregierungsorganisation Actions des Programmes d’Impacts au Sahel (APIS). Es wurden mindestens zwei Personen getötet und weitere verletzt oder entführt. Am 15. Mai 2023 drangen bewaffnete Angreifer in die Dörfer Firo Koira, Béra, Doungouro, Fambita, Komdi, Kourégou, Sédey und Zaney ein und erpressten Vieh. Bereits am Vortag waren im ebenfalls in der Gemeinde Kokorou gelegenen Dorf Boungou Vieh gestohlen und zwei Menschen ermordet worden. Daraufhin flüchteten Bewohner aller genannten Dörfer unter schwierigen Umständen in die Departementshauptstadt Téra.

## Bevölkerung
Bei der Volkszählung 2012 hatte Firo Koira 1545 Einwohner, die in 171 Haushalten lebten. Bei der Volkszählung 2001 betrug die Einwohnerzahl 1602 in 240 Haushalten und bei der Volkszählung 1988 belief sich die Einwohnerzahl auf 1092 in 98 Haushalten.

## Kultur
In Firo Koira ist die Erzählkultur der Djesseré verankert. Das Dorf etablierte sich neben Diblo als ein Zentrum der Djesseré-Untergruppe Mâbo.

## Wirtschaft und Infrastruktur

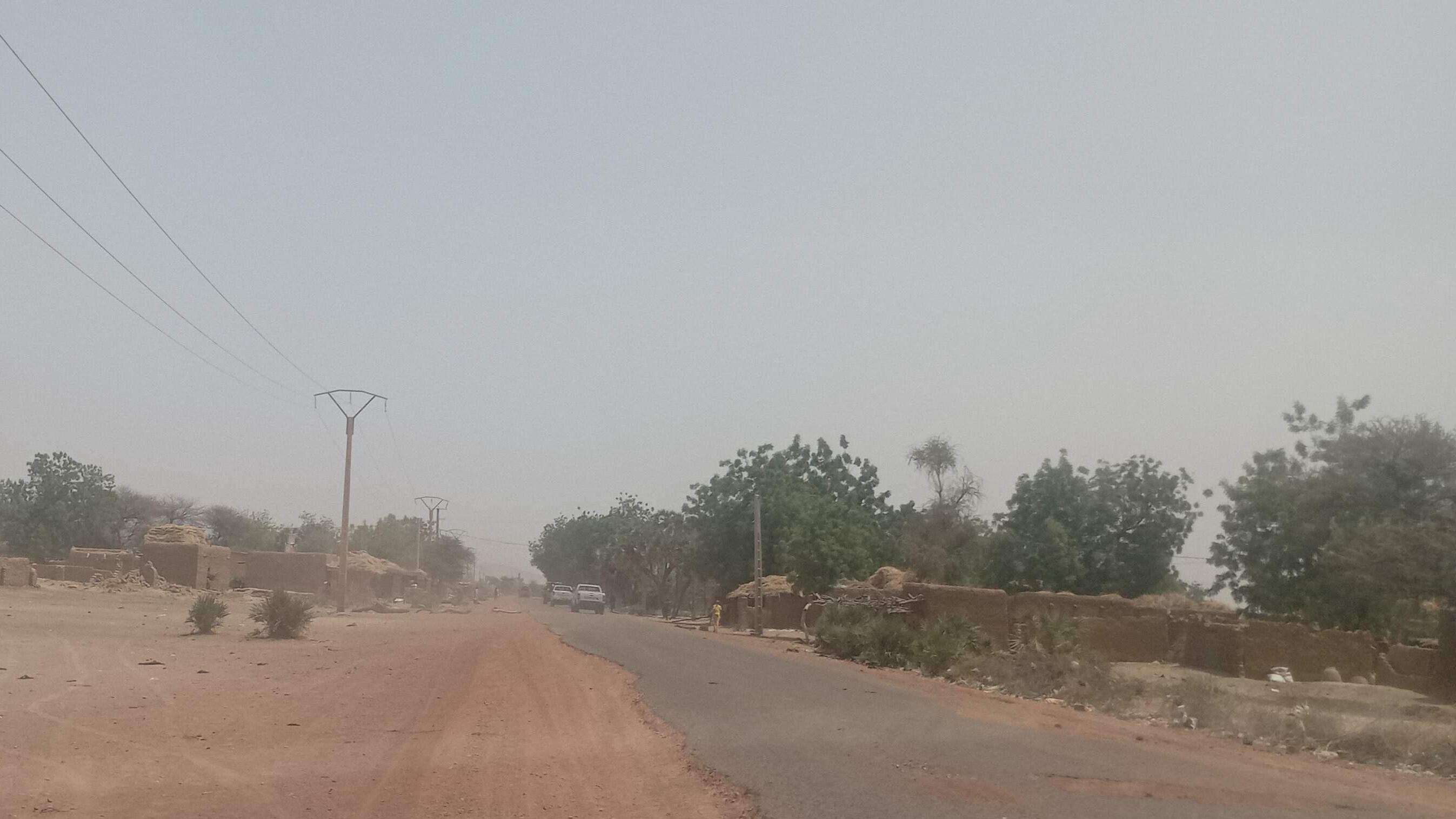
Nationalstraße 4 in Firo Koira (2025)

Es gibt eine Schule im Dorf. Durch Firo Koira verläuft die 214,1 Kilometer lange Nationalstraße 4 zwischen der Hauptstadt Niamey und der Staatsgrenze zu Burkina Faso. Die Straße ist in diesem Abschnitt asphaltiert.